# 子容
子容（？—？），姬姓，羊舌氏，中国春秋时期晋国的大夫，他是伯华的儿子，叔向的侄子。叔向的儿子杨食我出生时，子容的母亲告诉婆婆。叔向的母亲到达产房外，听到了杨食我的哭声，说：“是豺狼之声也，狼子野心。非是，莫丧羊舌氏矣。”